# Sivi pinot
Sivi pinot,  tudi rulandec (francosko Pinot gris) je bela sorta vinske trte in je brstna mutacija modrega pinota (modrega burgundca). Trta najbolje uspeva v toplih krajih, čeprav so za to sorto primerne tudi slabše lege. Trta zahteva globoka in rodovitna tla. Sivi pinot je dokaj odporna trta proti boleznim in pozebi, ker pa ta drobna trta razvije drobno grozdje, jo je treba močno obremeniti. Obremenitev se doseže z obrezovanjem na dolge kordone. Gnojenje te trte je lahko tudi s hlevskim gnojem, saj je večja količina dušika v zemlji ne moti. Spada med srednjepozne sorte.

## Zgodovina
Sivi pinot je bil v Burgundiji (Francija) znan že v srednjem veku in je bil tedaj verjetno imenovan Fromenteau. Od tod se je razširil v Švico, leta 1300 je dosegel Madžarsko (vinograde nad Blatnim jezerom so zasadili cistercijanski menihi, zato se na Madžarskem beli pinot imenuje szűrkebarát - »sivi menih«) in ob koncu 16. stoletja Nemčijo. Ime rulandec je dobil po speyerskem vinskem trgovcu J. S. Rulandu, ki je vino oz. trto leta 1711 prinesel iz Francije na Pflaško.

## Vino
Večinoma sivi pinot ni primeren za staranje in je predvsem uporaben kot mlado vino. V nekaterih evropskih vinorodnih okoliših (Švica, Alzacija, ...) ga imenujejo tokajec. Pridelek je sorazmerno majhen, sok pa ima veliko sladkorja in nizko stopnjo kislin.